# フォルサム文化

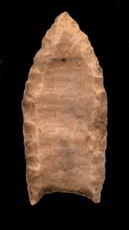
フォルサム尖頭器。中央部の樋状剥離が大きな特徴。

フォルサム文化（Folsom）とは、北米の古(パレオ)インディアン期ないし石期（Lithic）に属する石器文化のひとつ。クローヴィス文化を継承するものとして位置づけられている。1926年にニューメキシコ州フォルサム市の南方4～5kmにあるシマロン川の小支流に近接するフォルサム遺跡の粘土層、礫層の下4mの層からカウボーイで元奴隷でカウボーイのジョージ・マクジャンキンが絶滅種のバイソンの骨に尖頭器が刺さっているのを発見し、その尖頭器がフォルサム市にちなんでフォルサム・ポイント(Folsam point)と呼ばれるようになったのが名称の由来であり、そのときの独特な尖頭器が指標となっている石器文化である。フォルサムの尖頭器は全長3～8cmくらいで、おおむね5cmくらいと考えることができる。押圧剥離技法で精巧に造られ、片面ないし両面に全長の少なくとも半分から前面に及ぶ幅広い樋状の剥離がおおきな特徴である。フォルサム文化の遺跡は大平原西部から南西部の高原地方に分布しており、バイソンなどを解体して毛皮や肉をとったいわゆるキルサイトで獣骨とともにフォルサムの尖頭器が発見されることで認識されている。また、ワイオミング州のキャスパー遺跡やコロラド州のオルセン・チャパック遺跡は、フォルサム人がバイソンの群れを組織的な追い込み猟を行って捕殺していた好例を示す遺跡として挙げられる。F.H.H.ロバーツによって1934～40年に調査されたコロラド州北東部のリンデンマイヤー(Lindenmeier)遺跡では、分厚い沖積層の下から絶滅種のバイソンやラクダ、現世種のキツネやオオカミの骨に伴ってフォルサムの尖頭器をはじめとする石器類が同一の生活面で発見された。尖頭器以外の石器にはナイフ形石器、チョッパー、数種類のスクレーパー、サイドスクレーパー、鈍角な刃をもつ掻器、石槌、磨石が確認された。そのほか赤鉄鉱製品、錐、針、ナイフとして用いられた骨角器と骨製円盤、ビースなどが出土している。さらにリンデンマイヤーでは、フォルサムの層の下からクローヴィスを伴う層が確認されるなど層位関係が確認されている。1954年にＦ.ウェンドルフらによって調査されたテキサス州西部のシャルバウアー（Scharbauer）遺跡では獣骨には伴わないものの最上層からフォルサムの尖頭器が確認された。シャルバウアーでもクローヴィスを伴う層がフォルサムを伴う層の下から確認されているため、両者の新旧関係が明らかになっている。放射性炭素年代測定によるとリンデンマイヤーは、10800B.P.、シャルバウアー上層は11000B.P.という結果が得られ、年代的には、クローヴィスの紀元前1万年前から同9000年に対し、紀元前9000年から同8000年という位置づけがされている。そのほかマクハフィー、ブリュースター、テキサス州のラボックなどの遺跡がフォルサム文化の遺跡として知られている。